# 森美咲
森美咲（日语：森 みさき），日本漫畫家、插畫家。

## 作品列表

### 連載作品
- Yellow Gate！～大小姐的異色指令～（《月刊Comic Alive》，Media Factory，全2冊）
- 我們沒有翅膀 Prelude（原作：Navel，Media Factory，全2冊）
- 萌鬼上身！（《Comic BIRZ（日语：月刊バーズ）》，幻冬舎，全2冊）
- 我與一乃的遊戲同好會活動日誌（日语：おれと一乃のゲーム同好会活動日誌）（原作：葉村哲、人物原案：本溪佳奈惠（日语：ほんたにかなえ），《月刊Comic Alive》，Media Factory，全2冊）
- 巴洛克騎士（原作：葉村哲、人物原案：本溪佳奈惠，《月刊Comic Alive》，Media Factory，全2冊）
- 當不成勇者的我，只好認真找工作了。（原作：左京潤、人物原案：戌角柾，《月刊Dragon Age》，富士見書房，全4冊）
- 我和她的漫畫萌戰記（原作：村上凛、人物原案：秋奈塚子（日语：秋奈つかこ），《月刊Dragon Age》，KADOKAWA，全2冊）
- 快盜天使雙胞胎小姐！（原作：Sammy，《月刊Comp Ace》，KADOKAWA）
- TRINITY SEVEN小姐（原作：齊藤健二、人物原案：奈央晃德，《Dradra Draon Comics Age》，全1冊）
- 佐倉同學有你的指名哦（《漫畫電擊大王G（日语：コミック電撃だいおうじ）》，KADOKAWA，全2冊）
- 平凡日常造就世界最強（原作：白米良、人物原案：TakayaKi（日语：たかやKi），《COMIC GARDO》，OVERLAP，已出版4冊）
- 平凡學園造就世界最強（原作：白米良、人物原案：TakayaKi，《COMIC GARDO》，OVERLAP，全2冊）
- (《Comic Earth Star》)

### 同人選集
- 我的朋友很少 官方漫畫選集3（原作：平讀、人物原案：馬口鐵，〈MF Comics Alive系列（日语：MFコミックス）〉）
- TRINITY SEVEN 魔道書7使者 漫畫選集（原作：齊藤健二、人物原案：奈央晃德，〈月刊Dragon Comics Age〉）
- 長騎美眉 漫畫選集（原作：三宅大志，〈ID Comics REX Comics（日语：REXコミックス）〉）

### 插圖
- 電視動畫 平凡職業造就世界最強（第9話片尾插圖）

## 外部連結
- 森美咲的X（前Twitter） （日語）
- 森美咲的pixiv （日語）